# Arboreto de Palmeras y Cicas
El Arboretum de Palmeras y Cycas en  el Florida Community College de Jacksonville se encuentra situado en el Campus sur en el número 11901 de Beach Boulevard, Jacksonville, Florida, USA.
Las colecciones incluyen Acoelorraphe wrightii, Allagoptera arenaria, Allagoptera arenaria, Arenga engleri, Brahea armata, Brahea brandegeei, Chamaedorea microspadix, Chamaedorea radicalis,  Chamaerops humilis, Cycas revoluta, Dioon edule, Dioon spinulosum, Livistona drudei, Livistona mariae, Livistona speciosa, Phoenix reclinata, Phoenix theophrastii, Sabal mauritiiformis, Trithrinax acanthocoma, y Zamia pumila.